# Андріївка (Верхньодніпровська міська громада)
Андрі́ївка — село в Україні, у Кам'янському районі Дніпропетровської області Дніпропетровської області. Населення за переписом 2001 року складало 443 особи. Входить до складу Верхньодніпровської міської громади.

## Географія
Село Андріївка розташоване на одному з джерел річки Домоткань, за 1,5 км від села Ярок. Поруч проходить автомобільна дорога Т 0415.

## Населення

### Мова
Розподіл населення за рідною мовою за даними перепису 2001 року:
| Мова            | Відсоток |
| --------------- | -------- |
| українська      | 90,5 %   |
| російська       | 8,8 %    |
| інші/не вказали | 0,7 %    |

## Пам'ятки
- Біля села Андріївка на правому корінному березі долини річки Домоткань стоїть велика баба (бовван) на кургані у давньої «Великої дороги».
- Храм на честь апостола Андрія Первозванного.

## Відомі особистості
- Ярослав Журавель (1980—2020) — розвідник морської піхоти, учасник російсько-української війни[2].